# 1909年ウィリアム・タフト大統領就任式

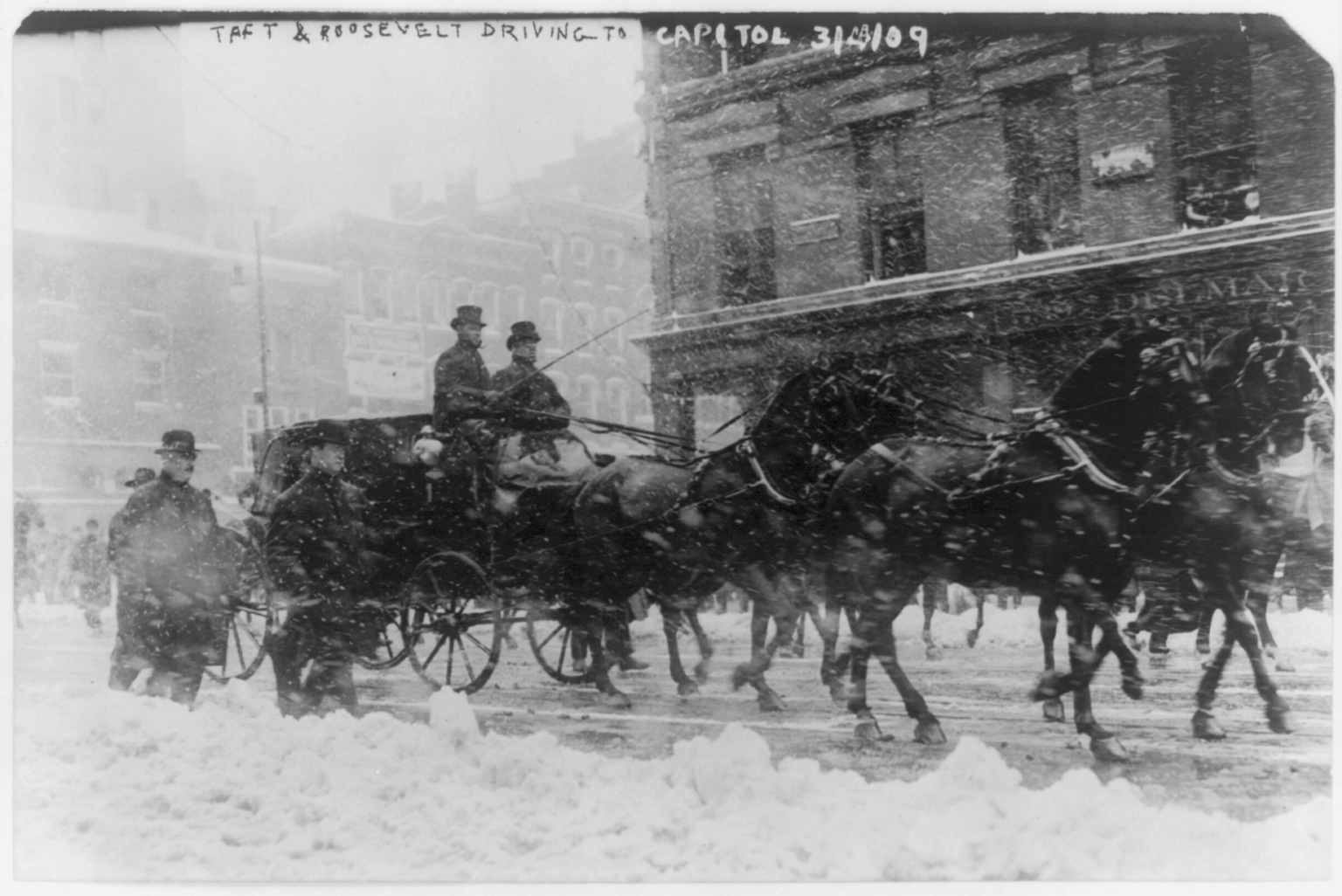
議事堂に向かうタフトとルーズベルト

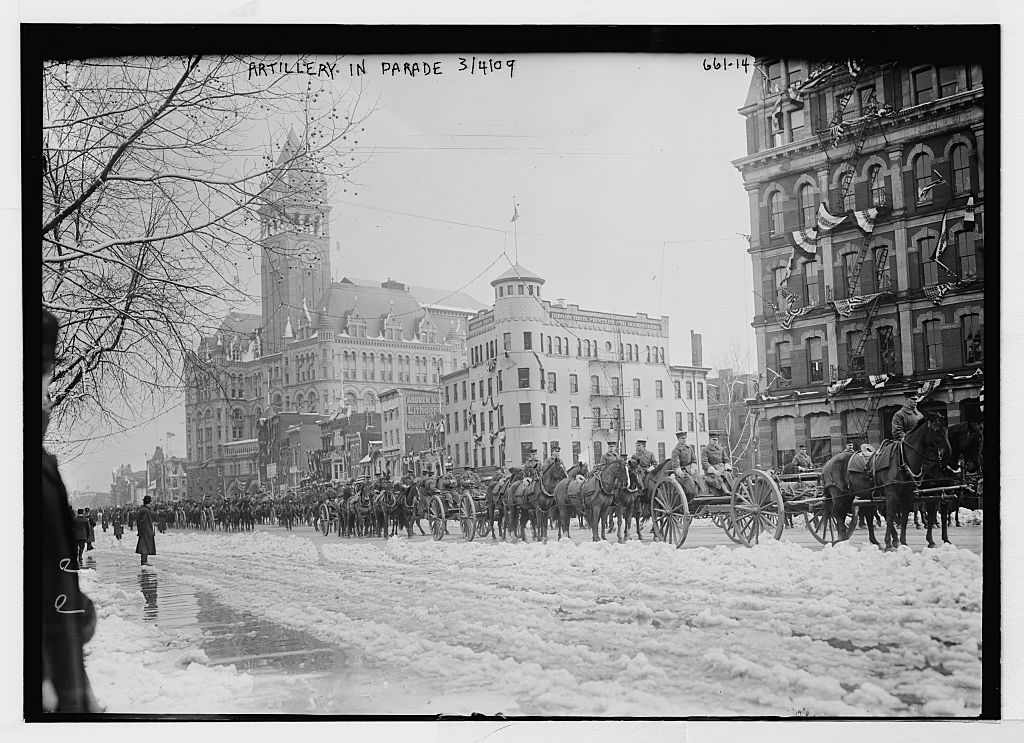
ペンシルベニア・アベニューでのタフトの就任パレード

第27代アメリカ合衆国大統領のウィリアム・ハワード・タフトの就任式は、1909年3月4日木曜日にワシントンD.C.のアメリカ合衆国議会議事堂で行われた。今回は吹雪のために通常のイーストポルティコではなく上院議場が式場となった。これは31回目となる大統領就任式であり、大統領としてのタフトと副大統領としてのジェームズ・S・シャーマンの唯一の任期の始まりとなった。
シャーマンは就任から3年240日目に死去し、副大統領は以後空席となった。シャーマンは憲法で副大統領の空席を埋めることが認められた1967年の修正第25条批准以前に任期途中で退任した最後の副大統領であり（前任大統領の死後に昇任したカルビン・クーリッジ、ハリー・S・トルーマン、リンドン・B・ジョンソンを除く）、また2025年3月12日時点で任期途中に死亡した最新の副大統領である。

## 就任式と祝賀会
前夜の吹雪によりワシントンD.C.は10インチの雪に覆われたため、就任式場は屋内の上院議場に移された。大統領就任宣誓は通算6回目にして今回が最後となる最高裁判所長官のメルヴィル・フラーにより執り行われた。フラーはこの際に宣誓文を誤って読み上げた。タフトは最高裁判所所属の1世紀前の聖書で宣誓した。この聖書は1921年にタフトが最高裁判所長官として宣誓を執り行う際にも再び使用された。悪天候にもかかわらず就任記念パレードは中止されなかった。6000人の市職員が500人のワゴンを使って5万8000トンの雪を取り除き、パレードのルートを清掃した。就任式史上初めて次期ファーストレディ（この場合はヘレン・ヘロン・タフト）が夫と共に議事堂からホワイトハウスまでのパレードを先導した。パレードの最中にはアーサー・ホワイティングの合唱曲「Our Country」が演奏されたとみられている。
当日夜に年金会館で就任祝賀舞踏会が開催された。タフトの後任のウッドロウ・ウィルソンがワシントンに舞踏会開催を見送るように要請したため、今回から1949年のハリー・S・トルーマンの2回目の就任式まで公式舞踏会の伝統は中断された。